# Episodi di Young Rock (terza stagione)
La terza stagione della sitcom Young Rock è stata trasmessa negli Stati Uniti in prima visione su NBC dal 4 novembre 2022 al 24 febbraio 2023.
In Italia la stagione è stata pubblicata su Sky Box Sets il 10 luglio 2023.
| n° | Titolo                        | Prima TV USA     | Pubblicazione Italia |
| -- | ----------------------------- | ---------------- | -------------------- |
| 1  | The People Need You           | 4 novembre 2022  | 10 luglio 2023       |
| 2  | Rocky Sucks                   | 11 novembre 2022 | 10 luglio 2023       |
| 3  | On the Ropes                  | 18 novembre 2022 | 10 luglio 2023       |
| 4  | Night of the Chi-Chi's        | 2 dicembre 2022  | 10 luglio 2023       |
| 5  | Five Days                     | 9 dicembre 2022  | 10 luglio 2023       |
| 6  | Dwanta Claus                  | 16 dicembre 2022 | 10 luglio 2023       |
| 7  | World Pacific Wrestling       | 6 gennaio 2023   | 10 luglio 2023       |
| 8  | Going Heavy                   | 13 gennaio 2023  | 10 luglio 2023       |
| 9  | It All Goes Back to Childhood | 20 gennaio 2023  | 10 luglio 2023       |
| 10 | Once Upon a Time In...        | 3 febbraio 2023  | 10 luglio 2023       |
| 11 | Know Your Role                | 10 febbraio 2023 | 10 luglio 2023       |
| 12 | Chest to Chest                | 17 febbraio 2023 | 10 luglio 2023       |
| 13 | False Ceilings                | 24 febbraio 2023 | 10 luglio 2023       |